# العكية (جبلة)

تعديل مصدري - تعديل

العكية محلة تابعة لقرية الظهرة، التابعة لعزلة الشراعي بمديرية جبلة إحدى مديريات محافظة إب في الجمهورية اليمنية، بلغ تعداد سكانها 350 حسب تعداد اليمن لعام 2004.